# Lasse Gjertsen
Lasse Gjertsen (Larvik, Noruega, 19 de juliol del 1984) és un animador, músic, i "videògraf" noruec.
Gjertsen va estudiar animació a Kent Institute of Art & Design, Anglaterra, i a Volda University College, Noruega. La seva estada al Kent Institute va acabar sense que els seus professors apreciessin els seus treballs, especialment per "Hyperactive". És conegut pels curts Hyperactive i Amateur de YouTube, on enllaça petits retalls de video per crear un únic vídeo similar a l'animació stop-motion. El seu treball Hyperactive té més de 7 milions de visites i "Amateur" més de 13 milions.
Lasse va penjar Hyperactive a YouTube després de veure que algú altre l'havia penjat amb una pobre qualitat de so.
Lasse ha mencionat que utilitza Adobe Photoshop, Adobe Premiere Pro, Adobe After Effects, Debugmode WinMorph i FL Studio per la creació dels seus videos. Utilitza FL Studio per crear les composicions originals en els seus videos. Encara que afirma que no sap tocar cap instrument, ha gravat els seus retalls en piano, bateria, guitarra, harmònica i cant.